# جان هنکوک فایننشل
جان هنکوک فایننشل (انگلیسی: John Hancock Financial) شرکت خدمات مالی و بیمه آمریکایی است، که در سال ۱۸۶۲ تأسیس شد.